# Friersonia
Friersonia је род слатководних шкољки из породице Unionidae, речне шкољке.

## Врсте
Врсте у оквиру рода Friersonia:
- Friersonia iridella (Pilsbry & Frierson, 1907)